# Magnus Kihlstedt
Magnus Kihlstedt (Munkedal, Suecia, 29 de febrero de 1972) es un exfutbolista sueco que se desempeñaba como guardameta. Retirado en 2005, Kihlstedt fue internacional en trece ocasiones con la selección de fútbol de Suecia.

## Clubes
| Club          | País      | Año         | Partidos | Goles |
| Munkedals IF  | Suecia    | 1988        | ¿?       | ¿?    |
| IK Oddevold   | Suecia    | 1989 - 1996 | 131      | 0     |
| Lillestrøm SK | Noruega   | 1997 - 1998 | 52       | 0     |
| SK Brann      | Noruega   | 1999 - 2001 | 51       | 0     |
| FC Copenhague | Dinamarca | 2001 - 2005 | 69       | 0     |

## Palmarés
FC Copenhague
- Superliga danesa: 2002-03, 2003-04
- Copa de Dinamarca: 2004
- Supercopa de Dinamarca: 2004
- Royal League de Escandinavia: 2005

- Datos: Q573090